# Viktor Petrovič Nikonov
Viktor Petrovič Nikonov (in russo Виктор Петрович Никонов?; Belogorskij, 28 febbraio 1929 – Mosca, 17 settembre 1993) è stato un politico sovietico.

## Biografia
Nato in un chutor dell'odierno Oblast' di Rostov, completò nel 1950 l'Istituto agrario Azovo-Černomorskij ed iniziò a lavorare come agronomo. Nel 1954 si iscrisse al PCUS e dal 1958 iniziò a ricoprire incarichi nell'apparato del partito. Nel 1976 divenne membro del Comitato Centrale, di cui avrebbe fatto parte fino al 1990. 
Fu viceministro dell'agricoltura della RSFS Russa  dal 1979 al 1983 e fu poi titolare fino al 1985 dello stesso dicastero. Fece parte della Segreteria del Comitato centrale dal 1985 al 1989 e del Politburo dal 1987 al 1989.